# Bound for Glory (2006)
Bound for Glory 2006 est un PPV de catch présenté par la Total Nonstop Action Wrestling. Ce PPV s'est déroulé le 22 octobre 2006 à la Compuware Sports Arena de Détroit, Michigan qui a attiré 3600 fans. Il s'agit du deuxième évènement Bound for Glory dans la chronologie des Bound for Glory. Cet évènement est le plus important de la fédération TNA.

## Contexte
Les spectacles de la Total Nonstop Action Wrestling en paiement à la séance sont constitués de matchs aux résultats prédéterminés par les scénaristes de la TNA. Ces rencontres sont justifiées par des storylines - une rivalité avec un catcheur, la plupart du temps - ou par des qualifications survenues dans les émissions de la TNA telles que TNA Xplosion et TNA Impact!. Tous les catcheurs possèdent un gimmick, c'est-à-dire qu'ils incarnent un personnage face (gentil), heel (méchant) ou tweener (neutre, apprécié du public), qui évolue au fil des rencontres. Un pay-per-view comme Bound for Glory est donc un évènement tournant pour les différentes storylines en cours.

## Matchs et résultats
Voici la liste des matchs,.

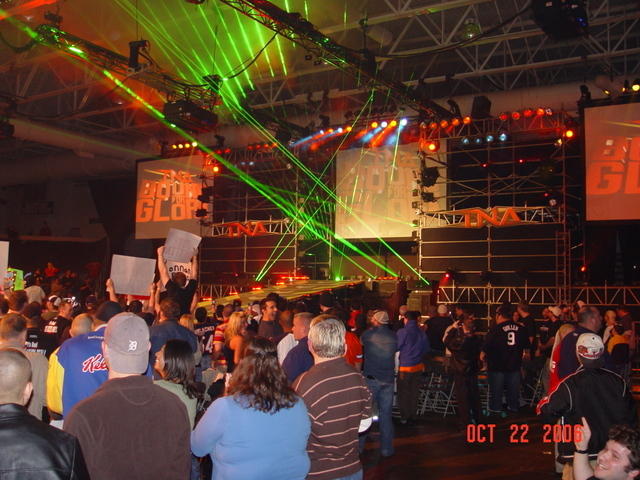
Arène lors de Bound for Glory

- Dark match : Bobby Roode (avec Ms.Brooks) def. Lance Hoyt (4:00)
  - Roode a effectué le tombé sur Hoyt après un Payoff.
- Austin Starr a remporté le "Kevin Nash Open Invitational X Division Gauntlet for the Gold" (17:24)
  - Ont participé à ce match : Sonjay Dutt, Matt Bentley, Jay Lethal, A-1, Zach Gowen, Frankie Kazarian, Sirelda, Shark Boy, Alex Shelley, D-Ray 3000, Johnny Devine, Elix Skipper, Short Sleeve Sampson, Mark "Slick" Johnson, Norman Smiley, Petey Williams.
  - Starr a effectué le tombé sur Lethal après Brainbuster.
  - Kevin Nash a rejoint la table des commentateurs pour ce match et a donné un trophée de bowling à Austin Starr après sa victoire.
- Team 3D (Brother Ray et Brother Devon) def. America's Most Wanted (Chris Harris et James Storm), The James Gang (B.G. James et Kip James) et The Naturals (Chase Stevens et Andy Douglas) dans un Four Corners match (7:02)
  - Devon a effectué le tombé sur Douglas après un 3D.
- Samoa Joe def. Brother Runt, Raven et Abyss (avec James Mitchell) dans un Monster's Ball match arbitré par Jake Roberts (11:51)
  - Joe a effectué le tombé sur Raven après un Muscle Buster.
- Eric Young def. Larry Zbyszko dans un Loser Gets Fired match (3:35)
  - Young a effectué le tombé sur Zbyszko après l'avoir frappé avec un poing américain.
- Chris Sabin def. Senshi pour remporter le TNA X Division Championship (13:00)
  - Sabin a effectué le tombé sur Senshi après un petit paquet.
- Christian Cage def. Rhino dans un 8-Mile Street Fight (14:44)
  - Cage a effectué le tombé sur Rhino après l'avoir frappé avec une chaise.
- The Latin American Exchange (Homicide et Hernandez avec Konnan) def. A.J. Styles et Christopher Daniels dans un Six Sides of Steel match pour remporter le NWA World Tag Team Championship (14:50)
  - Homicide a effectué le tombé sur Styles after a Gringo Killa.
- Sting def. Jeff Jarrett dans un Title vs. Career match (avec Kurt Angle en observateur) pour remporter le NWA World Heavyweight Championship (15:11)
  - Sting a fait abandonner Jarrett avec le Scorpion Death Lock.